# Vanlig dvärgborre
Vanlig dvärgborre (Crypturgus pusillus) är en skalbaggsart som först beskrevs av Leonard Gyllenhaal 1813.  Vanlig dvärgborre ingår i släktet Crypturgus, och familjen vivlar. Arten är reproducerande i Sverige.

## Bildgalleri

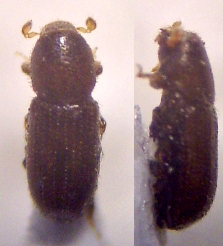
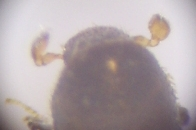
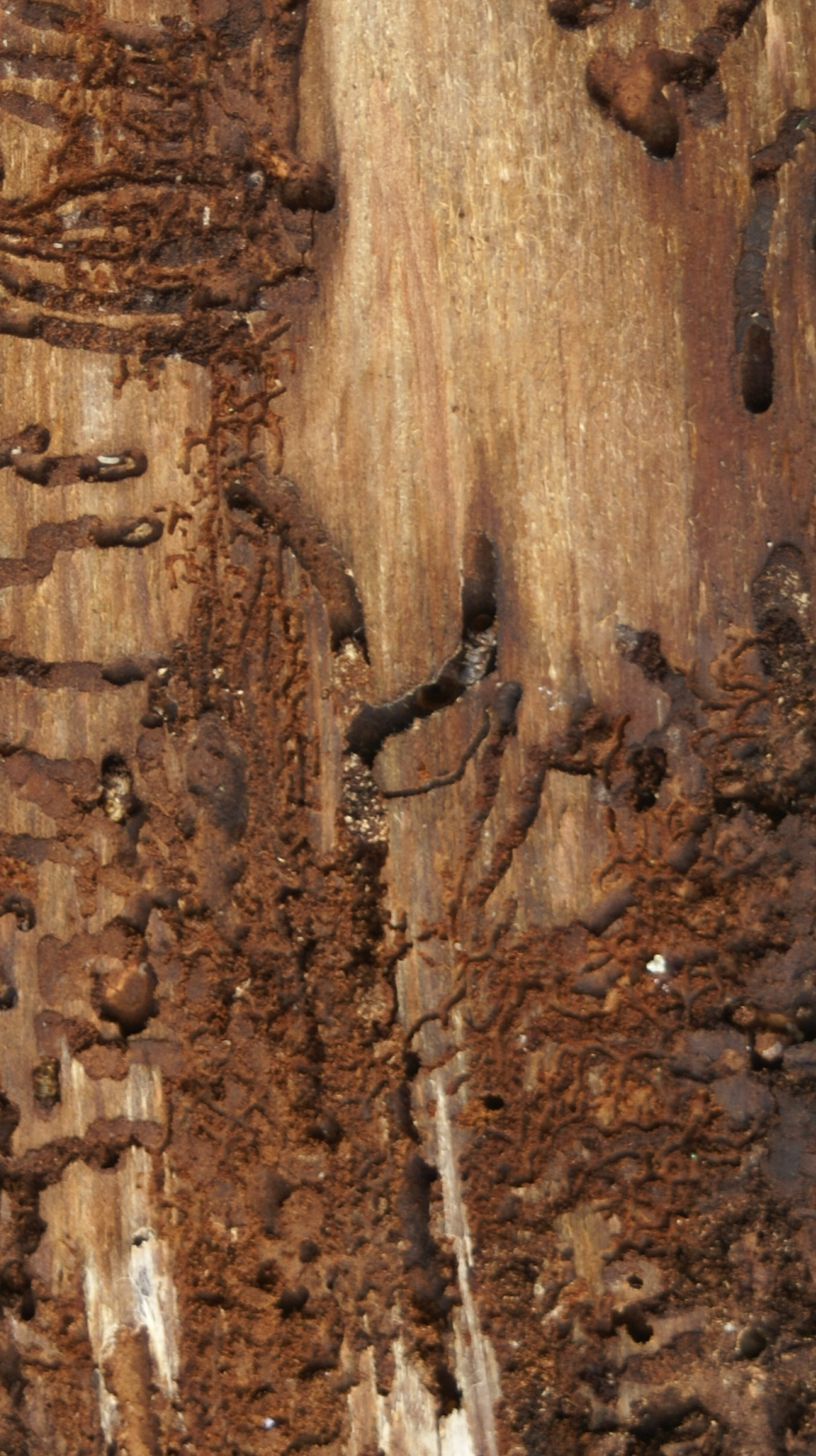
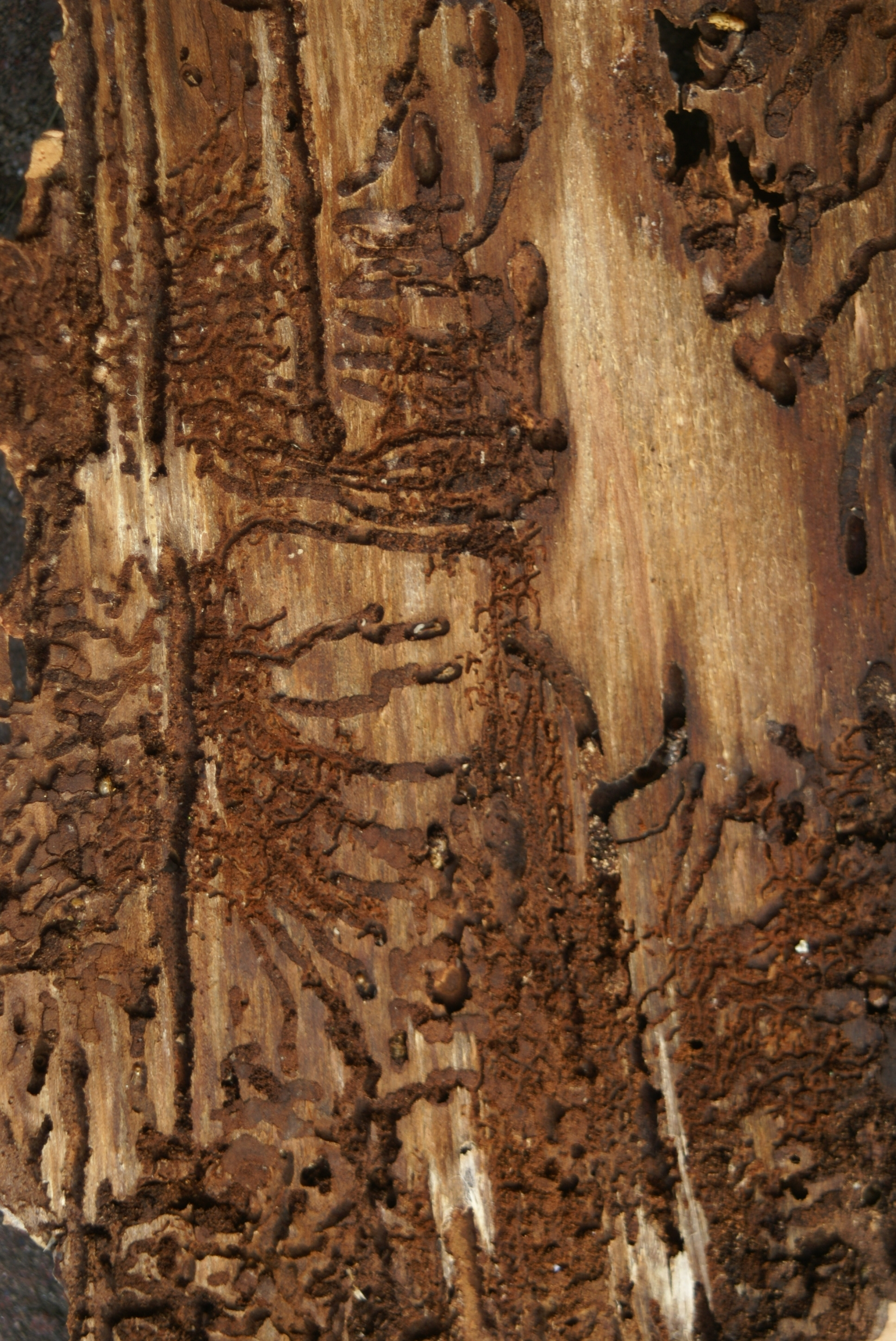
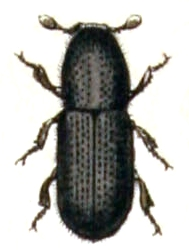